# American Song Contest
L'American Song Contest (literalment en català: Concurs Estatunidenc de la Cançó) serà l'adaptació estatunidenca del Festival de la Cançó d'Eurovisió, on els 50 estats dels Estats Units, els cinc territoris no incorporats (Samoa Nord-americana, Guam, Illes Mariannes Septentrionals, Puerto Rico i les Illes Verges Nord-americanes) i la ciutat capital de Washington competiran per obtenir el premi a la millor cançó original del país. Christer Björkman, Anders Lenhoff, Ola Melzig i Peter Settman seran els productors, mentre que Ben Silverman serà el seu productor executiu.
Aquesta primera edició del festival, realitzat per Propagate i Universal Television Alternative Studio i emés per la NBC, va donar el tret de sortida, en horari peninsular espanyol, a la matinada del 22 de març i finalitza el 10 de maig. Originalment s'havia planejat perquè fos al cap d'any de 2021, però es va posposar finalment a 2022.

## Format
Variety va informar en 2020 que la competència comptaria amb músics professionals com solistes, duos o grups de fins a sis membres, pertanyents a cadascun dels 50 estats de Estats Units, el districte federal i els seus cinc territoris no incorporats. Aquest format posarà aquests artistes cara a cara contra altres representants en una sèrie de competències classificatòries, que conduiran a les semifinals i a la gran final en horari estel·lar a l'estil "March Madness". Els participants han de tenir com a mínim 16 anys i no poden ser bandes tribut per a participar.
Consta de cinc rondes classificatòries (d'aquestes se n'acaben classificant un total de 22 estats/territoris), dues semifinals i una Gran Final amb només 10 participants dels 56 inicials.